# Teodor Vârgolici
Teodor Vîrgolici (n. 13 februarie 1930, Valea Cânepii, România – d. 20 august 2019, București, România) a fost un critic literar român.

## Biografie
A urmat școala primară în comuna natală (1937-1941), Liceul „Nicolae Bălcescu” din Brăila (1941-1949) și Facultatea de Filologie, secția limba și literatura română, a Universității din București (1949-1953). A activat ca preparator (1952-1953) și cercetător (1953-1966, 1968-1969) la Institutul de Istorie Literară și Folclor al Academiei Române, secretar al comitetului de redacție la revista Studii și cercetări de istorie literară și folclor (1954-1965), director adjunct al Muzeului Literaturii Române (1966-1968), redactor-șef al Editurii Minerva (1969-1992). A obținut titlul științific de doctor în filologie cu teza Dimitrie Bolintineanu și epoca sa, pe care a susținut-o în 1971 sub îndrumarea prof. Ovidiu Papadima. 
Printre personalitățile care au exercitat o influență asupra destinului său de critic literar s-au aflat George Călinescu, Perpessicius și Ovidiu Papadima. Teodor Vârgolici a scris peste 30 de cărți de critică și istorie literară. A alcătuit ediții ale operelor lui Gala Galaction și Dimitrie Bolintineanu.

## Opera literară
- Începuturile romanului românesc, București, 1956; ediția București, 1963;
- Alecu Russo, București, 1964;
- Doi nuveliști: Emil Gârleanu și I.A. Bassarabescu, București, 1965;
- Dimitrie Anghel, București, 1966;
- Gala Galaction, București, 1967;
- Mateiu I. Caragiale, București, 1970;
- Retrospective literare, București, 1970;
- Comentarii literare, București, 1971;
- Dimitrie Bolintineanu și epoca sa, București, 1971;
- Introducere în opera lui Dimitrie Bolintineanu, București, 1972;
- Aspecte istorico-literare, București, 1973;
- Perpessicius, București, 1974;
- Prietenia literară, București, 1975;
- Ecourile literare ale cuceririi independenței naționale, București, 1976;
- Interferențe literare româno-franceze, București, 1977;
- Scriitori și opere, București, 1978;
- Epopeea națională în literatura română, București, 1980;
- Clasici și contemporani, București, 1982;
- Aspecte ale romanului românesc din secolul al XIX-lea, București, 1985;
- Scriitorii clasici și armata română, București, 1986;
- Idei și idealuri literare, București, 1987;
- Scriitorii români și unitatea națională, București, 1988;
- Eminescu și marii săi prieteni, București, 1989;
- Mari scriitori români în programa școlară, București, 1998;
- Portrete și analize literare, București, 2001;
- Istoria Societății Scriitorilor Români (1908-1948), București, 2002;
- Caleidoscop literar, I, București, 2003;
- Caleidoscop literar, II, București, 2003;
- I. Oprișan sau pasiunea cărții: Jurnal de lectura, București, 2005;
- Prietenie si destin: Tudor Arghezi - Gala Galaction, București, 2005.

## Publicații diverse
- Prefața ediției pe care a și îngrijit-o de proză scurtă a lui Ioan A. Bassarabescu,  Un om în toată firea, nuvele și schițe, Editura Albatros, 1988, p. V-XXIII
- „Opera lui I. A. Bassarabescu”, în Studii și cercetări de istorie literară și folclor, V, 1956, nr. 1-2, ian-iunie.